# Осака, Наоми
Нао́ми О́сака (яп. 大坂 なおみ Осака Наоми, род. 16 октября 1997, Тюо-ку) — японская теннисистка; победительница четырёх турниров Большого шлема в одиночном разряде, победительница семи турниров WTA в одиночном разряде; бывшая первая ракетка мира в женском одиночном разряде.

## Общая информация
Происходит из интернациональной семьи, является афроазиаткой. Отец теннисистки Леонард Франсуа родом из Гаити, а мать Тамаки — японка. У Наоми есть старшая сестра Мари, которая также была профессиональной теннисисткой. 
9 июля 2023 года родила дочь от рэпера Cordae.
Любимое покрытие Наоми — хард; лучший удар — форхенд; детский кумир в спорте — Серена Уильямс. Предпочитает агрессивный стиль игры на корте. В 2014 году тренировалась в Теннисном институте Гарольда Соломона.
Из-за интернационального происхождения националистически настроенная часть японского общества, из-за мнения которой Осака испытывает проблемы с дискриминацией, называет её «хафу». Сама Наоми, проживавшая в детстве в Нью-Йорке, лучше говорит по-английски, чем по-японски, и на интервью отвечает на английском языке.
Была признана журналом Forbes самой высокооплачиваемой спортсменкой 2019 года с доходом в $37 млн, а также по итогам 2021 года, заработав $57 млн, из них всего $2,3 млн благодаря спортивной деятельности, остальное — рекламные контракты.

## Спортивная карьера

### Начало карьеры
Осака не выступала на юниорских турнирах ITF. Первое появление на турнирах из цикла ITF произошло в октябре 2011 года в канун её 14-летия, когда Наоми сыграла в квалификации мелкого турнира на Ямайке. В июне 2013 года она впервые вышла в финал на турнирах цикла, сумев достичь его на 25-тысячнике в США. Следующего финала Наоми достигла в марте 2014 года на 25-тысячнике в Мексике. Летом того же года она впервые сыграла в основной сетке турнира в рамках WTA-тура, пройдя через квалификацию на соревнования в Станфорде. В первом раунде она смогла обыграть экс-чемпионку Открытого чемпионата США Саманту Стосур.
В мае 2015 года Осака смогла выйти в финал 75-тысячника ITF в Гифу, а в июне в финал 50-тысячника в Сербитону. Этот финал стал последним для неё в рамках цикла турниров ITF. В дальнейшем она всё чаще стала выступать в основном туре WTA, так и не сумев выиграть титул в цикле ITF. В ноябре 2015 года Осака вышла в финал турнира младшей серии WTA 125K в Хуахине.

### 2016—2017 (первый финал WTA и награда «Новичок года»)
На дебютном для себя в основных соревнованиях серии Большого шлема — Открытом чемпионате Австралии 2016 года Осака, выиграв три раунда квалификации, в основной сетке смогла дойти до третьего раунда. В конце февраля она смогла выйти в четвертьфинал на турнире в Акапулько. В начале апреля в рейтинге WTA Наоми впервые вошла в топ-100. В мае на Открытом чемпионате Франции 19-летняя Осака вышла в третий раунд. Летом она сыграла в четвертьфинале турнира во Флорианополисе, а на Открытом чемпионате США в третий раз за сезон достигла третьего раунда Большого шлема. В сентябре на турнире премьер-серии в Токио Осака сыграла свой первый финал WTA. В решающем матче она проиграла Каролине Возняцки со счётом 5-7, 3-6. Наоми стала первой японкой с 1995 года, кому удалось достичь финала на этом домашнем турнире. На последнем для себя в сезоне турнире в Тяньцзине она вышла в четвертьфинал. По итогам выступлений в сезоне Осака была удостоена награды ассоциации, как лучший новичок 2016 года. В рейтинге она завершила 2016 год находясь уже в топ-50.
На старте 2017 года Осака вышла в четвертьфинал турнира в Окленде. В феврале она дебютировала в составе сборной Японии в рамках отборочных раундов Кубка Федерации. На дебютном для себя в основной сетке Уимблдонском турнире японская теннисистка прошла в стадию третьего раунда. На Открытом чемпионате США в матче первого раунда Наоми впервые победила теннисистку из топ-10 — № 6 в мире Анжелику Кербер (6-3, 6-1) и также вышла по итогу в третий раунд. Лучшим результатом осенней части для неё стал четвертьфинал на турнире в Гонконге и обыграла по пути № 5 в мире Винус Уильямс (7-5, 6-2).

### 2018—2019 (титулы в США и Австралии. № 1 в мире)
На Открытом чемпионате Австралии Наоми Осака достигла лучшего результата в карьере на тот момент на Больших шлемах, выйдя в четвёртый раунд. В борьбе за 1/4 финала она уступила первой ракетке турнира Симоне Халеп из Румынии. В середине февраля на турнире в Дубае японская спортсменка сумела дойти до четвертьфинала, где проиграла первому номеру посева Элине Свитолиной.
В марте 2018 года Осака добилась первого громкого успеха, завоевав титул на премьер-турнире высшей категории в Индиан-Уэлсе. В четвертьфинале она смогла победить № 5 в мире Каролину Плишкову (6-2, 6-3), а в полуфинале разгромила действующую первую ракетку мира Симону Халеп (6-3, 6-0). В титульном матче Осака победила россиянку Дарью Касаткину (6-3, 6-2). Этот триумф позволил Наоми подняться на 22-е место рейтинга. На Ролан Гаррос и Уимблдоне она вышла в третий раунд, а между ними смогла сыграть в полуфинале турнира в Ноттингеме.
Триумфально завершился для Наоми Открытый чемпионат США 2018 года. В финале она переиграла в двух сетах американскую теннисистку Серену Уильямс и стала первой чемпионкой Большого шлема из Японии. Благодаря это громкому успеху Осака ворвалась в первую десятку рейтинга, заняв 7-е место.
| Стадия  | Соперница (посев)    | Рейтинг | Счёт        |
| 1 раунд | Лаура Зигемунд (PR)  | 146     | 6-3 6-2     |
| 2 раунд | Юлия Глушко (Q)      | 162     | 6-2 6-0     |
| 3 раунд | Александра Соснович  | 33      | 6-0 6-0     |
| 4 раунд | Арина Соболенко (26) | 20      | 6-3 2-6 6-4 |
| 1/4     | Леся Цуренко         | 36      | 6-1 6-1     |
| 1/2     | Мэдисон Киз (14)     | 14      | 6-2 6-4     |
| Финал   | Серена Уильямс (17)  | 26      | 6-2 6-4     |

Следующий турнир, в котором приняла участие Осака, стал турнир в Токио, где японская теннисистка вышла в финал, но проиграла в нём Каролине Плишковой — 4-6, 4-6. На турнире высшей категории премьер в Пекине она вышла в полуфинал. Первый в карьере Наоми Итоговый турнир WTA завершился неудачно — тремя проигранными матчами в своей группе. По итогам сезона Осака заняла 5-е место в одиночном рейтинге.
В начале 2019 года на турнире в Брисбене Осака вышла в полуфинал. На Открытом чемпионате Австралии Наоми сумела победить и завоевать титул на втором Большом шлеме подряд. В финале она была сильнее чешской спортсменки Петры Квитовой. Их матч был не только за титул, но и за звание первой ракетки мира. Одержав победу, Осака стала первой азиатской теннисисткой на вершине мирового одиночно рейтинга.
| Стадия  | Соперница (посев)        | Рейтинг | Счёт        |
| 1 раунд | Магда Линетт             | 80      | 6-4 6-2     |
| 2 раунд | Тамара Зиданшек          | 78      | 6-2 6-4     |
| 3 раунд | Се Шувэй (28)            | 27      | 5-7 6-4 6-1 |
| 4 раунд | Анастасия Севастова (13) | 12      | 4-6 6-3 6-4 |
| 1/4     | Элина Свитолина (6)      | 7       | 6-4 6-1     |
| 1/2     | Каролина Плишкова (7)    | 8       | 6-2 4-6 6-4 |
| Финал   | Петра Квитова (8)        | 6       | 7-6 5-7 6-4 |

В апреле 2019 года Наоми принимала участие на турнире в Штутгарте, где дошла до полуфинала, но не вышла на матч с Анетт Контавейт. В мае на крупных грунтовых турнирах в Мадриде и Риме Осака вышла в четвертьфинал. Открытый чемпионат Франции завершился для неё в третьем раунде поражением от Катерины Синяковой, а на Уимблдонском турнире уже в первом раунде проиграла казахстанке Юлии Путинцевой. 24 июня она потеряла лидерство в рейтинге, занимав первую строчку 21 неделю, а на вершину поднялась Эшли Барти.
В августе после выхода в 1/4 финала на Премьер-турнире в Торонто Осака вновь стала первой ракеткой мира и в этом статусе вышла в четвертьфинал в Цинциннати. На Открытом чемпионате США 2019 года проиграла в четвёртом раунде швейцарке Белинде Бенчич в двух сетах и после четырёх недель рейтинга скатилась на четвёртую позицию. В сентябре Осака взяла главный приз на турнире в одноименном городе, переиграв в финале Анастасию Павлюченкову (6-2, 6-3). Затем она выиграла второй титул подряд на крупном турнире в Пекине, где в решающем матче сразилась с № 1 в мире Эшли Барти и победила со счётом 3-6, 6-3, 6-2. На Итоговом турнире Осака сыграла только один матч, в котором выиграла у Петры Квитовой (7-6, 4-6, 6-4), но далее снялась с турнира из-за травмы плеча. Сезон 2019 она завершила третьей ракеткой мира.

### 2020—2022 (вторые титулы в США и Австралии, проблемы с ментальным здоровьем)
В 2020 году Осака стартовала с выхода в полуфинал на турнире в Брисбене. На Открытом чемпионате Австралии она не смогла защитить титул, проиграв в третьем раунде Кори Гауфф, и опустилась в рейтинге на 10-е место.
В сентябре 2020 года, после затяжной паузы, связанной с пандемией COVID-19, она сначала дошла до финала, перенесенного в этом году в Нью-Йорк из Цинциннати турнира серии Премьер 5, но не сыграла против Виктории Азаренко из-за травмы. Далее Осака дошла до финала Открытого чемпионата США, в котором уже смогла сыграть и обыграла Викторию Азаренко (1-6, 6-3, 6-3). Осака стала первой за 25 лет победительницей этого турнира, которая смогла победить после проигранного первого сета в финале. После третьего в карьере титула Большого шлема и второго в США она поднялась с 9-го на 3-е место в рейтинге.
| Стадия  | Соперница (посев)    | Рейтинг | Счёт           |
| 1 раунд | Мисаки Дои           | 81      | 6-2 5-7 6-2    |
| 2 раунд | Камила Джорджи       | 74      | 6-1 6-2        |
| 3 раунд | Марта Костюк         | 137     | 6-3 6-7(4) 6-2 |
| 4 раунд | Анетт Контавейт (14) | 21      | 6-3 6-4        |
| 1/4     | Шелби Роджерс        | 93      | 6-3 6-4        |
| 1/2     | Дженнифер Брэди (28) | 41      | 7-6(1) 3-6 6-3 |
| Финал   | Виктория Азаренко    | 27      | 1-6 6-3 6-3    |

После победы в США Осака пропустила осеннюю часть сезона 2020 года, однако сохранила по его итогам третье место рейтинга.
На старте 2021 года Осака сыграла на турнире WTA 500 в Мельбурне, где, пройдя в полуфинал, снялась с соревнований, пропустив в финал Элизу Мертенс из Бельгии. На Открытом чемпионате Австралии ей удалось во второй раз выиграть титул, который стал для неё четвёртым в карьере на Больших шлемах. Также это для неё второй подряд титул Большого шлема (после прошлогодней победы в США). Турнирная сетка этих двух турниров сложилась для Осаки так, что за 14 матчей она ни разу не сыграла с теннисисткой из топ-10, но обыгрывала на своём пути чемпионок Большого шлема разных лет. После победы в Австралии японская теннисистка переместилась на второе место рейтинга.
| Стадия  | Соперница (посев)      | Рейтинг | Счёт        |
| 1 раунд | Анастасия Павлюченкова | 39      | 6-1 6-2     |
| 2 раунд | Каролин Гарсия         | 43      | 6-2 6-3     |
| 3 раунд | Онс Жабёр (27)         | 30      | 6-3 6-2     |
| 4 раунд | Гарбинье Мугуруса (14) | 14      | 4-6 6-4 7-5 |
| 1/4     | Се Шувэй               | 71      | 6-2 6-2     |
| 1/2     | Серена Уильямс (10)    | 11      | 6-3 6-4     |
| Финал   | Дженнифер Брэди (22)   | 24      | 6-4 6-3     |

В марте 2021 года Осака вышла в четвертьфинал на крупном турнире в Майами. В грунтовой части сезона она сыграла три турнира, в том числе и на Ролан Гаррос, где она не вышла на матч второго раунда. Это произошло из-за отказа участвовать в послематчевых пресс-конференциях из-за проблем с ментальным здоровьем. Осака решила не продолжать турнир и выступила с обращением, в котором отметила, что у неё возникает чувство тревожности перед общением с мировой прессой.
Вернулась на корт Осака уже в конце июля на первой для себя в карьере Олимпиаде, которая состоялась в Токио, где Осака выиграла два матча, а в третьем раунде уступила Маркете Вондроушовой из Чехии. Также в третьем раунде для неё закончился и Открытый чемпионат США, в котором она проиграла финалистке того розыгрыша Лейле Фернандес в трёх сетах. После этого она досрочно завершила сезон, завершив его за пределами топ-10.
На первом перед Открытом чемпионатом Австралии 2022 года турнире в Мельбурне Осака достигла полуфинала, но из-за усталости снялась с матча против Вероники Кудерметовой. На самом же Большем шлеме в Австралии она вышла на защиту прошлогоднего титула, однако в третьем раунде потерпела поражение от Аманды Анисимовой на тай-брейке третьего сета. Потеря очков за прошлогоднюю победу серьезно сказалась на рейтинге, и Осака опустилась с 14-го на 85-е место.
В начале апреля 2022 года третий раз в карьере и впервые с 2019 года дошла до финала турнира серии WTA 1000 в Майами, где уступила второй ракетке мира Иге Свёнтек со счётом 4-6, 0-6. Это был также первый финал турнира WTA для Осаки после победы на Открытом чемпионате Австралии в феврале 2021 года. После финала в Майами Осака сумела выиграть в 2022 году всего два полных матча (ещё в одном случае соперница снялась в самом начале игры) из девяти. Последний раз Осака выходила на корт на уровне WTA в сентябре 2022 года на турнире WTA 500 в Токио, где снялась перед матчем второго круга. С этого момента и весь 2023 год она не выступала в связи с беременностью и рождением дочери.

### 2024 год (возвращение после рождения ребёнка)
Возвращение Осаки произошло в сезоне 2024 года. Первый матч на турнире в Брисбене она выиграла у Тамары Корпач из Германии, а затем проиграла в трёх сетах Каролине Плишковой. На Открытом чемпионате Австралии она проиграла в первом раунде 16-й сеянной Каролин Гарсии в двух сетах.
На Открытом чемпионате Франции во втором круге Осака была близка к победе над первой ракеткой мира и действующей чемпионкой турнира Игой Свёнтек. В первом сете Осака не реализовала сетбол на приёме при счёте 5-4 и проиграла сет на тай-брейке (1-7). Второй сет Осака выиграла 6-1, а затем вела в третьем со счётом 5-2. При счёте 5-3 Осака не реализовала матчбол на своей подаче, уступила её, а затем проиграла ещё три гейма подряд, уступив в матче со счётом 6-7(1), 6-1, 5-7.

## Итоговое место в рейтинге WTA по годам
| Год  | Одиночный рейтинг | Парный рейтинг |
| ---- | ----------------- | -------------- |
| 2024 | 59                |                |
| 2022 | 42                |                |
| 2021 | 13                |                |
| 2020 | 3                 |                |
| 2019 | 3                 |                |
| 2018 | 5                 |                |
| 2017 | 68                | 699            |
| 2016 | 40                | 374            |
| 2015 | 203               |                |
| 2014 | 250               | 1 279          |
| 2013 | 430               |                |
| 2012 | 1028              |                |

По данным официального сайта WTA.

## Выступления на турнирах

### Финалы турниров Большого шлема в одиночном разряде (4)

#### Победы (4)
| №  | Год  | Турнир                           | Покрытие | Соперница в финале | Счёт           |
| 1. | 2018 | Открытый чемпионат США           | Хард     | Серена Уильямс     | 6-2 6-4        |
| 2. | 2019 | Открытый чемпионат Австралии     | Хард     | Петра Квитова      | 7-6(2) 5-7 6-4 |
| 3. | 2020 | Открытый чемпионат США (2)       | Хард     | Виктория Азаренко  | 1-6 6-3 6-3    |
| 4. | 2021 | Открытый чемпионат Австралии (2) | Хард     | Дженнифер Брэди    | 6-4 6-3        |

### Финалы турнировWTAв одиночном разряде (13)

#### Победы (7)
| Легенда:                                   |
| ------------------------------------------ |
| Турниры Большого шлема (4)*                |
| Олимпиада (0)                              |
| Итоговый турнир WTA (0)                    |
| Premier Mandatory / WTA 1000 Mandatory (2) |
| Premier 5 / WTA 1000 (0)                   |
| Premier / WTA 500 (1)                      |
| International / WTA 250 (0)                |

| Титулы по покрытиям | Титулы по месту проведения матчей турнира |
| ------------------- | ----------------------------------------- |
| Хард (7)*           | Зал (0)                                   |
| Грунт (0)           | Зал (0)                                   |
| Трава (0)           | Открытый воздух (7)                       |
| Ковёр (0)           | Открытый воздух (7)                       |

* количество побед в одиночном разряде + количество побед в парном разряде.
| №  | Дата             | Турнир                           | Покрытие | Соперница в финале     | Счёт           |
| 1. | 18 марта 2018    | Индиан-Уэлс, США                 | Хард     | Дарья Касаткина        | 6-3 6-2        |
| 2. | 8 сентября 2018  | Открытый чемпионат США           | Хард     | Серена Уильямс         | 6-2 6-4        |
| 3. | 26 января 2019   | Открытый чемпионат Австралии     | Хард     | Петра Квитова          | 7-6(2) 5-7 6-4 |
| 4. | 22 сентября 2019 | Осака, Япония                    | Хард     | Анастасия Павлюченкова | 6-2 6-3        |
| 5. | 6 октября 2019   | Пекин, Китай                     | Хард     | Эшли Барти             | 3-6 6-3 6-2    |
| 6. | 13 сентября 2020 | Открытый чемпионат США (2)       | Хард     | Виктория Азаренко      | 1-6 6-3 6-3    |
| 7. | 20 февраля 2021  | Открытый чемпионат Австралии (2) | Хард     | Дженнифер Брэди        | 6-4 6-3        |

#### Поражения (6)
| №  | Дата             | Турнир                 | Покрытие | Соперница в финале | Счёт        |
| 1. | 25 сентября 2016 | Токио, Япония          | Хард     | Каролина Возняцки  | 5-7 3-6     |
| 2. | 23 сентября 2018 | Токио, Япония (2)      | Хард     | Каролина Плишкова  | 4-6 4-6     |
| 3. | 29 августа 2020  | Нью-Йорк, США          | Хард     | Виктория Азаренко  | Без игры    |
| 4. | 2 апреля 2022    | Майами, США            | Хард     | Ига Свёнтек        | 4-6 0-6     |
| 5. | 5 января 2025    | Окленд, Новая Зеландия | Хард     | Клара Таусон       | 6-4 — отказ |
| 6. | 8 августа 2025   | Монреаль, Канада       | Хард     | Виктория Мбоко     | 6-2 4-6 1-6 |

### Финалы турнировWTA 125иITFв одиночном разряде (5)

#### Поражения (5)
| Легенда:                  |
| ------------------------- |
| WTA 125 (0)*              |
| 100.000 USD (0)           |
| 80.000 (75.000)** USD (0) |
| 60.000 (50.000)** USD (0) |
| 25.000 USD (0)            |
| 15.000 (10.000)** USD (0) |

** призовой фонд до 2017 года
| Титулы по покрытиям | Титулы по месту проведения матчей турнира |
| ------------------- | ----------------------------------------- |
| Хард (0)*           | Зал (0)                                   |
| Грунт (0)           | Зал (0)                                   |
| Трава (0)           | Открытый воздух (0)                       |
| Ковёр (0)           | Открытый воздух (0)                       |

* количество побед в одиночном разряде + количество побед в парном разряде.
| №  | Дата           | Турнир                   | Покрытие   | Соперница в финале | Счёт           |
| 1. | 2 июня 2013    | Эль-Пасо, США            | Хард       | Саназ Маранд       | 4-6 4-6        |
| 2. | 9 марта 2014   | Ирапуато, Мексика        | Хард       | Инди де Вроме      | 6-3 4-6 1-6    |
| 3. | 3 мая 2015     | Гифу, Япония             | Хард       | Чжэн Сайсай        | 6-3 5-7 4-6    |
| 4. | 14 июня 2015   | Сербитон, Великобритания | Трава      | Виталия Дьяченко   | 6-7(5) 0-6     |
| 5. | 15 ноября 2015 | Хуахин, Таиланд          | Хард (зал) | Ярослава Шведова   | 4-6 7-6(8) 4-6 |

## История выступлений на турнирах
По состоянию на 3 февраля 2025 года
Для того, чтобы предотвратить неразбериху и удваивание счета, информация в этой таблице корректируется только по окончании участия там данного игрока.
| Турнир                       | 2015  | 2016  | 2017          | 2018          | 2019          | 2020          | 2021  | 2022  | 2024  | 2025  | Итог   | В/П за карьеру |
| ---------------------------- | ----- | ----- | ------------- | ------------- | ------------- | ------------- | ----- | ----- | ----- | ----- | ------ | -------------- |
| Турниры Большого шлема       |       |       |               |               |               |               |       |       |       |       |        |                |
| Открытый чемпионат Австралии | -     | 3Р    | 2Р            | 4Р            | П             | 3Р            | П     | 3Р    | 1Р    | 3Р    | 2 / 9  | 26-7           |
| Открытый чемпионат Франции   | -     | 3Р    | 1Р            | 3Р            | 3Р            | -             | 2Р    | 1Р    | 2Р    |       | 0 / 7  | 8-6            |
| Уимблдонский турнир          | К     | -     | 3Р            | 3Р            | 1Р            | НП            | -     | -     | 2Р    |       | 0 / 4  | 5-4            |
| Открытый чемпионат США       | К     | 3Р    | 3Р            | П             | 4Р            | П             | 3Р    | 1Р    | 2Р    |       | 2 / 8  | 23-6           |
| Итог                         | 0 / 0 | 0 / 3 | 0 / 4         | 1 / 4         | 1 / 4         | 1 / 2         | 1 / 3 | 0 / 3 | 0 / 4 | 0 / 1 | 4 / 28 |                |
| В/П в сезоне                 | 0-0   | 6-3   | 5-4           | 14-3          | 12-3          | 9-1           | 9-1   | 2-3   | 3-4   | 2-1   |        | 62-23          |
| Итоговые турниры             |       |       |               |               |               |               |       |       |       |       |        |                |
| Итоговый турнир WTA          | -     | -     | -             | Группа        | Группа        | НП            | -     | -     | -     |       | 0 / 2  | 1-3            |
| Олимпийские игры             |       |       |               |               |               |               |       |       |       |       |        |                |
| Летняя олимпиада             | НП    | -     | Не проводился | Не проводился | Не проводился | Не проводился | 3Р    | НП    | 1Р    | НП    | 0 / 2  | 2-2            |

К — проигрыш в квалификационном турнире.